# Человце (округ Вельки Кртіш)
Человце (словац. Čelovce) — село, громада округу Вельки Кртіш, Банськобистрицький край, центральна Словаччина, регіон Гонт. Кадастрова площа громади — 36,82 км².
Населення 437 осіб (станом на 31 грудня 2017 року).

## Історія
Вперше згадується в 1295 році.

## Географія
Протікає Требушовський потік.

## Населення
| Рік:            | 1994. | 2004.    | 2014.   | 2024.   |
| --------------- | ----- | -------- | ------- | ------- |
| Кількість осіб: | 367   | 442      | 447     | 418     |
| Різниця:        |       | +20,43 % | +1,13 % | -6,48 % |

| Рік:            | 2023. | 2024.   |
| --------------- | ----- | ------- |
| Кількість осіб: | 424   | 418     |
| Різниця:        |       | -1,41 % |